# الكسندر سنكلير
الكسندر سنكلير هو لاعب هوكي الجليد كندي، ولد في 28 يونيو 1911 في ليفربول في المملكة المتحدة، وتوفي في 2 أكتوبر 2002 في كاترنغ في الولايات المتحدة.

## وصلات خارجية
- الكسندر سنكلير على موقع EliteProspects.com (الإنجليزية)
- الكسندر سنكلير على موقع أوليمبيديا (الإنجليزية)